# Александър Бек
Александър Бек е руски писател, автор на произведения в жанровете исторически военен роман, съвременен роман и романизирана биография.

## Биография и творчество
Александър Бек е роден на 3 януари 1903 г. в Саратов, Руска империя. Баща му е военен лекар, главен лекар на военната болница. Израства в Саратов. След завършване на средното си образование на 16 г. постъпва в Червената армия. В Гражданската война се бие на източния фронт, където е ранен. Забелязва го главният редактор на дивизионния вестник, който му възлага няколко репортажа.
След войната работи в Московския кожарски завод, като едновременно пише материали за в „Правда“ и „Рабочая Москва“. После става постоянен сътрудник на вестници и участва като литературен критик и рецензент по страниците на „Комсомольская правда“, „Известия“, списание „Новый мир“ и др. Във връзка с това обикаля много места в СССР.
Първата му повест „Курако“ е публикувана през 1939 г. и е посветена на създателя на школата на руските високопещници Михаил Константинович Курако. Увлечен в патоса на първите петилетки в СССР пише много очерци и разкази за различни майстори стоманолеяри и работници. Те са издадени в сборниците „Високопещници“ (1946) и „Тимофей Отвореното сърце“ (1948).
В годините на Великата отечествена война той постъпва в Московското народно опълчение. Участва във военните действия като военен кореспондент до края на войната в Берлин. По това време пише най-известния си роман „Волоколамското шосе“, който е публикуван през 1945 г. Негови продължения са романите „Панфиловци на първа линия“ и „На другия ден“.
През 1956 г. е публикуван романът му „Талант: Животът на Бережков“, разказващ за сложния творчески път на талантливия конструктор и създателя на първия мощен съветски авиомотор Александър Микулин.
Александър Бек умира на 2 ноември 1972 г. в Москва, СССР.

## Произведения
- Курако (1939, перераб. изд. 1953)
- Доменщики (1946) – сборник
- Тимофей – открытое сердце (1948) – сборник
- Зерно стали (1950)
- Талант: Жизнь Бережкова (1956)
Талант: Животът на Бережков – [съветски авиоконструктор], изд.: „Народна култура“, София (1972), прев. Бора Друмева
- Почтовая проза. Воспоминания, статьи, письма (1968)
- Новое назначение, Франкфурт-на-Майне (1972)
Ново назначение, изд.: „Народна култура“, София (1988), прев. Теменужка Ангелова
- В последний час (1972) – разкази и повести
В последния час, Държ. воен. изд. (1976), прев. Сидер Флорин
- На своем веку (1975)

### Поредица „Волоколамското шосе“
- Волоколамское шоссе (1945)
Волоколамското шосе, изд. „БРП [к.]/БКП“ (1946-1949), прев. Александър Пешев
Волоколамското шосе, Държ. воен. изд. (1962), прев. Сидер Флорин
Волоколамското шосе, изд.: „Народна култура“, София (1968, 1985), прев. Сидер Флорин
- Резерв генерала Панфилова (1961)
Панфиловци на първа линия, изд.: ОФ, София (1965), прев. Марко Марчевски
- На другой день (1967 – 1970) – недовършен роман
На другия ден, изд.: „Народна култура“, София (1990), прев. Теменужка Ангелова

### Екранизации
- 1979 Талант – по романа „Талант (Жизнь Бережкова)“
- 1983 День командира дивизии – по новелата „День командира дивизии“ в сборника „Несколько дней“
- 1990 Канувшее время – по романа „Новое назначение“
- 1967 За нами Москва – по романа „Волоколамското шосе“